# Стою Недялков
Стоян Николов Стефанов, известен като Стою Недялков и с прякора си Доктор Кох е български футболист, централен защитник и капитан на ЖСК („Локомотив“ София) от 1936 до 1949 г., и една от легендите от старото поколение български футболисти.

## Биография
Стою Недялков е роден през 1913 г. в село Загоричани. След Междусъюзническата война семейството бяга и се установява в България. Още като дете остава сирак, за известно време живее в Пловдив и там играе в юношеския отбор на „Ботев“ (1927 – 1930). През 1930 г. се връща в София и започва работа в Железопътната работилница. Играе футбол в кварталния отбор Мусала от квартал Баталова воденица, където го открива унгарецът Карой Фогъл – треньор на предшественика на Септември, „Спортклуб“. През 1935 г. Недялков става шампион със „Спортклуб“, а на следващата година преминава в ЖСК (преименуван през 1942 г. на „Локомотив“), където остава до края на кариерата си през 1949 г.
Със Стою Недялков като капитан, отборът на „Локомотив“ печели шампионската титла през 1940 и 1945 г., както и Купата на Съветската армия през 1948 г. През 1945 г. Недялков дори трябва да реди състава на отбора, поради липса на титулярен треньор.
12 пъти включван в националния отбор на България. През 1969 г. е удостоен със званието „Заслужил майстор на спорта“.